# Robotman
Robotman, a właściwie Clifford „Cliff” Steele – fikcyjna postać, superbohater z komiksów DC Comics. W pierwszych dwóch wystąpieniach nosił nazwę Automaton. Najlepiej znany jako członek drużyny Doom Patrol. Jest jedyną postacią z tego zespołu, która pojawiła się w każdej jego odsłonie od powstania grupy w czerwcu 1963. Postać pojawiła się w serialach telewizyjnych i filmach animowanych. Po raz pierwszy wystąpił na ekranie w nie-animowanej formie jako gościnna postać w serialu Titans. Zagrał go wtedy Jake Michaels. Bohater należy obecnie do głównej obsady serialu Doom Patrol. Jego rolę w serialu odgrywa Brendan Fraser.

## Umiejętności
Oryginalne mechaniczne ciało Clifa posiadało nadludzką siłę, szybkość i wytrzymałość. W piersi posiadał komunikator wideo, dzięki któremu Caulder mógł utrzymać kontakt z zespołem w terenie. W kolejnych odsłonach Robotmen miał wbudowane również inne funkcje, takie jak narzędzia i systemy uzbrojenia.
Późniejsza wersja postaci opierała jego robotyczne ciało na nanomaszynach, co pozwalało mu zmieniać kształt i umiejętności w razie potrzeby. Jego ciało mogło naprawiać się nawet w przypadku najcięższych uszkodzeń. Potrafił latać i podróżować pod wodą. Posiadał szeroką gamę czujników i znacznie wzmocnione zmysły. Był w stanie nabrać energii konsumując i przetwarzając materiał organiczny.

## Występowanie
Po raz pierwszy pojawił się w zeszycie  My Greatest Adventure #80 (czerwiec 1963). Został stworzony przez Arnolda Drake’a i Bruna Premiani. Według tego pierwszego, Bon Haney (współautor serii) nie został zaangażowany w projekt aż do powstania Robotmena. Postać ta była jedynym oryginalnym członkiem Doom Patrolu, która pojawiła się wraz z jego drugim wcieleniem. To zadebiutowało w zeszytach o numerach 94-96 (sierpień 1977-styczeń 1978). Przy okazji restartu bohatera, Cliff zdobył nowe ciało zaprojektowane przez artystę Joe Statona, na prośbę pisarza Paula Kupperberga.

### W innych mediach

#### Telewizja

##### Animacje
- Pojawił się w dwóch odcinkach serialu Młodzi Tytani (Powrót do domu). Głosu użyczał mu Peter Onorati.
- Pojawił się w serialu Batman: Odważni i bezwzględni,  w odcinku Ostatni patrol. Głos podkładał mu Henry Rollins.
- Wystąpił w segmencie DC Nation Shorts, poświęconym Doom Patrolowi. Głosu użyczył mu David Kaye.
- Wystąpił w trzecim sezonie Ligi Młodych. Głos postaci podkładał Khary Payton.

##### Filmy i serialelive-action
- Pojawił się w serialu Titans. Jego twarz oparta została na rysach Jake Michaelsa, a głos podkładał mu Brendan Fraser[5].
- Był jednym z głównych bohaterów serialu Doom Patrol. Jego twarz powstała na bazie rysów Rileya Shanahana, a głosu użyczył mu Brendan Fraser, który wystąpił także we fragmentach z przeszłości Robotmena[6].